# La Chapelle-Gaudin
Pour les articles homonymes, voir La Chapelle.
La Chapelle-Gaudin est une ancienne commune de l'Ouest de la France, située à une quinzaine de kilomètres de Bressuire dans le département des Deux-Sèvres en région Nouvelle-Aquitaine, devenue le 1er janvier 2016 une commune déléguée au sein de la commune nouvelle d'Argentonnay.

## Toponymie
Le lieu-dit les Tiffonières, à l'est du village, est la trace de l'installation de Taïfales comme foederati par les Romains à la fin de l'Antiquité.

## Histoire
Selon une légende, la commune doit son nom à une chapelle construite par un certain sieur Gaudin. Dès 1166, on note l'existence de la paroisse Capella Gaudin dans le cartulaire de Saint-Pierre de Thouars.
Les archives de Vermette témoignent en outre des liens étroits entre La Chapelle Gaudin et le pays thouarsais : Hugues Cartier, bâtisseur de Vermette, fut en effet le secrétaire particulier de Louis II, vicomte de la Trémoille.

## Politique et administration
| Période   | Période   | Identité                | Étiquette | Qualité |
| --------- | --------- | ----------------------- | --------- | ------- |
| mars 2001 | mars 2008 | Henri Gaufreteau        |           |         |
| mars 2008 | mai 2020  | Jean-Paul Logeais       |           |         |
| mai 2020  |           | Sébastien Lavillonnière |           |         |

## Démographie
À partir du XXIe siècle, les recensements réels des communes de moins de 10 000 habitants ont lieu tous les cinq ans. Pour La Chapelle-Gaudin, cela correspond à 2008, 2013, 2018, etc. Les autres dates de « recensements » (2006, 2009, etc.) sont des estimations légales.
| 1793 | 1800 | 1806 | 1821 | 1831 | 1836 | 1841 | 1846 | 1851 |
| ---- | ---- | ---- | ---- | ---- | ---- | ---- | ---- | ---- |
| 371  | 347  | 366  | 435  | 399  | 455  | 451  | 451  | 475  |

| 1856 | 1861 | 1866 | 1872 | 1876 | 1881 | 1886 | 1891 | 1896 |
| ---- | ---- | ---- | ---- | ---- | ---- | ---- | ---- | ---- |
| 498  | 474  | 488  | 461  | 480  | 526  | 589  | 579  | 568  |

| 1901 | 1906 | 1911 | 1921 | 1926 | 1931 | 1936 | 1946 | 1954 |
| ---- | ---- | ---- | ---- | ---- | ---- | ---- | ---- | ---- |
| 502  | 505  | 512  | 496  | 465  | 485  | 461  | 469  | 459  |

| 1962 | 1968 | 1975 | 1982 | 1990 | 1999 | 2008 | 2013 | - |
| ---- | ---- | ---- | ---- | ---- | ---- | ---- | ---- | - |
| 442  | 394  | 347  | 311  | 285  | 250  | 222  | 236  | - |

## Lieux et monuments
La Chapelle-Gaudin comporte plusieurs monuments à découvrir qui datent du Moyen Âge : 
- les ruines du château de Montfermier ;
- le château de Vermette - bâti en 1520 - Il est devenu un gîte d'hôtes tenu par Roomlala  Anne D. Location du château pour des évènements festifs ;
- la maison forte de la Lionnière ;
- la ferme de Villeneuve ;
- l’église Saint-Pierre-et-Saint-Paul.